# Меландри, Джованна
Джованна Меландри (итал. Giovanna Melandri; род. 28 января 1962, Нью-Йорк, США) — итальянская женщина-политик и экономист.

## Биография
Родилась 28 января 1962 года в Нью-Йорке. Изучала экономику и коммерцию в Римском университете Ла Сапиенца, окончила его, написав дипломную работу о налоговой реформе 1981 года президента Рейгана. С 1983 по 1987 год работала в исследовательском центре корпорации Montedison, в 1982 году вошла в правление, а с 1989 года — в национальный секретариат экологической организации Legambiente, где отвечала за международные связи с 1988 по 1994 год. В 1991 году вошла в Национальное правление Демократической партии левых сил, в 1996 году — в исполнительные структуры коалиции «Оливковое дерево».
В 1994 году избрана в Палату депутатов XII-го созыва и с 5 мая 1994 года входила во фракцию прогрессистов-федералистов. В 1996 году избрана в Палату XIII-го созыва, в 2001 — XIV-го; оба раза входила во фракцию «Левые демократы-Оливковое дерево». В 2006—2008 годах в Палате XV-го созыва входила во фракцию «Демократическая партия-Оливковое дерево», с 5 мая 2008 по 12 ноября 2012 года в Палате XVI-го созыва — во фракцию Демократической партии, досрочно сдала депутатский мандат.
21 октября 1998 года принесла присягу в качестве министра культурного и природного наследия первого правительства Д’Алема, с 22 декабря 1999 по 25 апреля 2000 года являлась министром культурного наследия и культурной деятельности во втором правительстве Д’Алема и с 25 апреля 2000 по 11 июня 2001 года во втором правительстве Джулиано Амато. С 17 мая 2006 по 7 мая 2008 года являлась министром спорта и молодёжной политики во втором правительстве Проди.
19 октября 2012 года министр культуры в правительстве Монти Лоренцо Орнаги назначил Джованну Меландри директором Национального музея искусств XXI века (MAXXI), и ради этого назначения она досрочно сдала депутатский мандат. Решение о её назначении долгое время подвергается критике, в основном из-за сомнений в её компетентности и в связи с размером назначенного Меландри жалованья, а также сомнениями в законности его установления.

## Личная жизнь
В 2009 году Джованна Меландри вышла замуж за адвоката Марко Морьелли (родился в Риме 2 апреля 1949 года), в 1998 году родилась дочь Маддалена. Будучи по праву рождения гражданкой США, Меландри в 2008 году голосовала в Риме на предварительных выборах за Барака Обаму.
Родная сестра Джованны Франческа — писательница, лауреат премии Стреса, а её двоюродный брат Джованни Миноли — известный журналист.

## Награды
24 сентября 2003 года французский посол вручил Джованне Меландри в Палаццо Фарнезе знак офицера Ордена Почётного легиона в присутствии Джулиано Амато, Энрико Летта, Стефано Родота, Этторе Скола и других видных представителей общественности.
В 2000 году стала дамой-командором ордена Британской империи